# Daylight Dies
Daylight Dies est un groupe de death-doom mélodique américain, originaire d'Asheville, en Caroline du Nord.

## Biographie

### Débuts (1996–2000)
Daylight Dies est formé en 1996 à Asheville, en Caroline du Nord, aux États-Unis, par Barre Gambling et Jesse Haff. Pour diverses raisons, trois ans passent avant la réalisation d'une première démo. Ce n'est que l'année suivante que Barre et Jesse décident de recruter un chanteur à temps plein ; Guthrie Iddings les rejoindra et Daylight Dies sortira ainsi une seconde démo : Idle en 2000 au label Tribunal Records.

### IdleetNo Reply(2001–2004)
Un an après la sortie de Idle, Egan O'Rourke rejoint le groupe en tant que nouveau bassiste. Le quartet se met dès lors à écrire et composer une petite démo qui sera envoyée à différents labels dont Relapse Records chez qui Daylight Dies signera en 2001. No Reply est en partie enregistré aux Sonic Wave Studios, et sort en 2002 chez Relapse Records, marquant un tournant décisif pour le groupe qui a grandement évolué depuis leur précédente démo. Ils partent en tournée avec Katatonia aux États-Unis et au Canada et avec Lacuna Coil en Europe et participent à plusieurs festivals, prouvant leur énergie sur scène comme en studio. Après la tournée No Reply, le chanteur est remplacé par Nathan Ellis et Charlie Shackelford rejoint le groupe en tant que second guitariste.

### Dismantling Devotion(2005–2007)
En août 2005, Daylight Dies entre aux Fascination Street Studios (Suède) pour enregistrer leur deuxième album Dismantling Devotion aux côtés de Jens Bogren et Thomas Eberger. Les nouvelles compositions musicales évoluent encore énormément. O'Rourke accompagne en chant clair, la basse est utilisée de façon acoustique tout comme les guitares et une atmosphère mélancolique se créer autour de ce nouvel opus qui devient l'album de maturité du groupe. Daylight Dies signe en novembre 2005 chez Candlelight Records. Le mastering de Dismantling Devotion est finalisé en novembre 2005, et sa sortie s'effectue en mars 2006. Il s'ensuit le tournage du clip de Lies that Bind en juin 2006, qui sera diffusé plus tard sur MTV et VH1.
En janvier 2007 commence une grande tournée nord-américaine. En juillet, Daylight Dies est en tête d'affiche de deux concerts à New York avec le groupe Emperor. Une nouvelle tournée nord-américaine et canadienne débute avec Moonspell et Katatonia durant quatre semaines. Daylight Dies retourne en Suède en décembre 2007 pour enregistrer leur nouvel album intitulé Lost to the Living, toujours produit par Jens Bogren.

### Lost to the Living(depuis 2008)
Un single du titre A Portrait in White est publié avant la sortie de l'album ainsi que deux rééditions des démos précédentes pendant la tournée nord-américaine avec Candlemass en mai 2008. Lost to the Living sort finalement le 24 juin 2008 au label Candlelight Records, poussant un peu plus le style musical et l'atmosphère sombre et mélancolie de Daylight Dies. Après l'annulation d'une date au Indianapolis Metalfest en septembre 2008, le groupe entame une tournée sud-américaine avec Soilwork, Darkane et Swallow the Sun de janvier à février 2009.
Après quelques mois de silence, Daylight Dies annonce l'écriture d'un nouvel album. En novembre 2011, le groupe poste une nouvelle vidéo de leurs travaux en studio en octobre. En mai 2012, le groupe révèle la liste des chansons de son nouvel album, A Frail Becoming. En août 2012, le groupe publie une chanson intitulée Infidel. Elle suit d'une seconde chanson, intitulée A Final Vestige. En octobre, Daylight Dies publie le clip de la chanson Dreaming of Breathing.

## Membres

### Membres actuels
- Jesse Haff - batterie (depuis 1996)[1]
- Barre Gambling - guitare (depuis 1996)[1]
- Egan O'Rourke - basse, chant clair (depuis 2001)[1]
- Charley Shackelford - guitare (depuis 2004)[1]
- Nathan Ellis - voix gutturale (depuis 2004)[1]

### Anciens membres
- Matthew Golombisky - basse (1999)
- Guthrie Iddings - voix gutturale (2000-2004)